# Tylice (powiat toruński)
Tylice – wieś w Polsce położona w województwie kujawsko-pomorskim, w powiecie toruńskim, w gminie Łysomice. W latach 1975–1998 miejscowość należała administracyjnie do województwa toruńskiego. Wieś rolnicza, rozciąga się na obszarze 383,93 ha. Według Narodowego Spisu Powszechnego (III 2011 r.) liczyła 203 mieszkańców. Jest piętnastą co do wielkości miejscowością gminy Łysomice.

## Historia
Na terenie dzisiejszych Tylic archeolodzy znaleźli ślady osadnicze z okresu późnego średniowiecza. Na trzech stanowiskach znaleziono fragmenty ceramiki. Na pierwszym stanowisku na polu o powierzchni 0,5 ha znaleziono 2 fragmenty ceramiki. Drugie ze stanowisk o powierzchni także 0,5 ha dostarczyło 5 fragmentów ceramiki z tego samego okresu. Z trzeciego, najmniejszego stanowiska o powierzchni 0,01 ha wydobyto jeden fragment ceramiki z XIV wieku.

### Pochodzenie nazwy wsi
O przedkrzyżackim pochodzeniu Tylic wspominał już Wojciech Kętrzyński. Kolejne nazwy tych dóbr rycerskich w średniowieczu podawane są w kolejności: około lat 1423-1424 Tilicz, Tilice, Thilyz, Tylitz, a od 1586 roku Tilicze. Kętrzyński podaje także zniemczoną krzyżacką nazwę Tylic jako Sonnenwerde. Tylice mogą być nazwą patronimiczną. Nazwy patronimiczne zostały utworzone od nazw osobowych lub od nazw godności, urzędów. Pierwotne patronimika były nazwami grupowymi potomków lub poddanych osoby, której imię lub nazwa godności tkwi w podstawie nazwy miejscowej. Tutaj więc mogła być utworzona za pomocą przyrostka -ice dodanego np. do nazwy osobowej, nazwiska Tył. Mamy wymianę spółgłoski "ł" w "l" przed samogłoską "i".

### Właściciele
Tylice były gniazdem Tylickich, przedtem zwanych Wielickimi herbu Lubicz. Tylice jako dobra rycerskie należały do komturstwa toruńskiego, a w latach 1423-1424 razem z Ostaszewkiem obejmowały 32 łany. Do właścicieli tych dóbr należał obowiązek jednej służby w zbroi lekkiej. W 1. połowie XV wieku, według Kętrzyńskiego, pobliskie Ostaszewo było w posiadaniu niejakiego Gierko z Lindy. Następnie także autor podaje, że właścicielami majątków byli: Tomasz Linde w Ostaszewie, a inna linia posiadała Tylice. Dokumenty z 1483 roku wskazują, że Katarzyna von der Linde kupiła wówczas od swego brata Jana jego dziedziczoną część Tylic. Posiadłość jednak sprzedała w 1490 roku Maciejowi z Wielkiego (Matthis von Wilkegaw). W 1545 roku Hans i Michał Kranich oddali 12 łanów, czyli połowę dóbr w zastaw Wolfowi Ruprechtowi. Za sumę 1800 florenów w 1548 roku Tylice zostały kupione przez Lukasa Kriigera, który rok później (1549) został prezydentem Torunia. Jego zastępcą, wiceprezydentem i burgrabią Torunia został Nicolaus von der Linde. Od 1570 roku w dokumentach jako właściciel Tylic występuje Feliks Fink lub Finek z Dąbrówki. Posiadał on 8 łanów chłopskich ziemi, 4 zagrodników oraz karczmę, gdzie był wyszynk piwa i gorzałki. W archiwum toruńskim zachował się kontrakt kupna-sprzedaży dóbr Tylice z 1575 roku, zawarty między szlachetnym Feliksem Fincke i Franciszkiem Esken, mieszczaninem toruńskim. Transakcja ta opiewała na sumę 7200 florenów za 8 łanów w Tylicach. Niektóre opracowania wymieniają dwóch właścicieli Tylic. Następnymi właścicielami byli Andrzej i później jego syn Jakub Tylicki, który w 1586 roku sprzedał połowę majątku bratu Bartłomiejowi. Tyliccy herbu Lubicz wywodzą się z ziemi dobrzyńskiej. W Prusach Królewskich osiedlili się na początku XVI wieku, kiedy to dziadek biskupa Piotra Tylickiego kupił majątek Tylice na ziemi chełmińskiej. Piotr Tylicki był najmłodszym synem (Bartłomiej, Jakub i Piotr) Andrzeja Tylickiego i Jadwigi Bielskiej herbu nieznanego. Bartłomiej Tylicki był kasztelanem brzeskim, starostą rogozińskim i starostą człuchowskim. Zmarł nieżonaty w wieku 72 lat. Według Niesieckiego miało to miejsce w 1615 roku lub w 1609, zgodnie z napisem na nagrobku. Młodszy z braci Jakub był cześnikiem kaliskim, żonaty z Anną Zielińską herbu Świnka. Mieli oni jedynego syna i pięć córek. Zmarł w wieku 68 lat w 1615 roku. Jadwiga Tylicka z domu Bielska po śmierci męża Andrzeja wyszła ponownie za mąż za Mikołaja Komorskiego herbu Śreniawa z Wielkopolski. Zachował się obraz epitafijny z połowy XVII wieku w kościele w Lipach koło Lubawy nieznanej rodziny. Przypuszcza się, że jest to rodzina Tylickich przedstawiona na obrazie u stóp Trójcy Świętej. Jedna z córek Jakuba sprzedała w 1616 roku swój odziedziczony majątek Piotrowi Tylickiemu. Od 1631 roku Tylice wraz z dobrami Folsąg należały do kupca Christiana Uebach von Rosslin z Pomorza, który następnie został mieszczaninem toruńskim.
W 1895 roku Tylice kupił dla syna Edward Donimirski herbu Brochwicz. Od 1896 roku do 1911 roku prawnym właścicielem został Bolesław Donimirski. Od Donimirskiego majątek w 1911 roku wykupił Jan Buczkowski, który władał nim nieprzerwanie do 1925 roku. Jego majątek liczył w tym czasie 368 ha. 11 marca 1927 roku w piśmie urzędowym wójt Pauster mianował Szczepana Buczkowskiego na stanowisko naczelnika obszaru dworskiego w Tylicach. Po II wojnie światowej, od roku 1946, majątek przeszedł na własność Skarbu Państwa Polskiego. W latach 80. XX wieku dwór w Tylicach pełnił funkcje mieszkalne, a jego otoczenie było pod zarządem Państwowego Funduszu Ziemi. Na początku lat 90. podziału majątku dokonała Agencja Własności Rolnej Skarbu Państwa. Obecnie (rok 2006) dwór, zabudowania folwarczne oraz ponad 120 ha ziemi należą do Piotra Czajkowskiego - rolnika z Papowa Toruńskiego.

## Zabytki
Z okresu międzywojennego pochodzi kaplica rodziny Buczkowskich, znajdująca się w Gostkowie, gdzie obecnie służy jako kostnica. Zespół dworsko-parkowy w Tylicach o powierzchni 2,2 ha jest pozostałością po dawnym parku krajobrazowym z połowy XIX wieku. Park otaczający dwór był większy od obecnego o północną część otoczoną szpalerem drzew. Park, staw i zabudowania folwarku otoczone były niegdyś fosą, a wyspa na oczku wodnym połączona była z brzegiem drewnianym mostkiem od strony dworu. Znajdował się tu kiedyś wiatrak z pompą wodną. Przez wieś przebiegała prawdopodobnie kolej wąskotorowa. Drzewostan parku w Tylicach reprezentowany jest przez około 15 gatunków drzew i 7 gatunków krzewów.

## Kultura
W roku 1999 powstało Stowarzyszenie Odnowy Wsi Aktywnej. Stowarzyszenie podejmuje się wyrobu rękodzieł z materiałów ekologicznych (suszki kwiatów, zboża, innych roślin) tworząc kompozycje kwiatowe oraz różne ozdoby.